# Pinyana
Pinyana es una localidad española del municipio de Pont de Suert, perteneciente a la provincia de Lérida, en la comunidad autónoma de Cataluña.

## Toponimia
El nombre del lugar puede encontrarse referido con las grafías Piñana y Pinyana.

## Historia
Hacia mediados del siglo XIX, el lugar, perteneciente por entonces a Viu de Llevata, tenía contabilizada una población de 34 habitantes. La localidad aparece descrita en el decimotercer volumen del Diccionario geográfico-estadístico-histórico de España y sus posesiones de Ultramar de Pascual Madoz de la siguiente manera:

PIÑANA: l. agregado al distr. municipal de Viu de Llebata, en la prov. y dióc. de Lérida (26 horas), part. jud. de Tremp (9), aud. terr. y c. g. de Barcelona (49). sit. en un monte dentro de una pequeña hondonada, bien ventilado y con clima frio y propenso á inflamaciones. Tiene 12 casas y una igl. parr. (San Gil) de la que depende el anejo de Corruncuy; el curato es de primer ascenso y está servido por un cura párroco perpétuo de nombramiento del diocesano, y un beneficiado de patronato particular; el cementerio está dentro del pueblo y fuera se halla una fuente abundante con lavadero contiguo. Confina el térm. por N. con el de Corruncuy y Cadolla; E. el mismo de Cadolla; S. el de Espluga, y O. otra vez el de Curruncuy; hay dentro de él una alqueria propia de un vec., y una capilla bajo la advocacion de San Nicolás, dist. al S. del pueblo una hora; baña el térm. un arroyo de poca consideracion que corre con direccion de O. á E., del cual se toma el agua por una acequia, con la que se riega el prado y varios huertos; hay tambien canteras de piedra caliza. El terreno es montañoso, árido y flojo, cubierto de bojes y matorrales. Los caminos son comunales para los pueblos vec., de herradura y malos. prod.: trigo, centeno, patatas, legumbres y ajos; cria ganado lanar, vacuno y mular; caza y lobos. ind.: la ganaderia y un molino harinero. pobl.: 3 vec., 34 alm. riqueza imp.: 13,885 rs. contr.: el 14'48 por 100 de esta riqueza.
(Madoz, 1849, p. 44)

En la actualidad pertenece al municipio de Pont de Suert. En 2022, la entidad singular de población tenía empadronados 2 habitantes.

## Patrimonio
En el lugar hay una iglesia bajo la advocación de San Gil.